# Xenoses macropus
Xenoses macropus is een vlinder uit de familie wespvlinders (Sesiidae), onderfamilie Sesiinae.
Xenoses macropus is voor het eerst wetenschappelijk beschreven door Durrant in 1924. De soort komt voor in het Oriëntaals gebied.